# Anna Thomasdatter
Anne Thomasdatter eller Krøbbel Anna, död 14 december 1641, var en dansk kvinna som åtalades för häxeri i Ribe, vars protokoll från 1572-1652 är de mest välbevarade av alla danska häxprocesser, och därför har blivit de bäst undersökta av de danska häxprocesserna. 

## Biografi
Anne Thomasdatter bodde i fattigkvarteren i Giestboderne i Ribe. 
Åren 1641-42 åtalades ett flertal personer för trolldom i Ribe. Maren Spliids angav under tortyr sammanlagt fjorton kvinnor som sina medbrottslingar. Dessa ska ha ingått i ett häxkompani. Anna Thomasdatter var en av de som utpekades. Hon greps och fördes till Ribehus för förhör. 
Anne Thomasdatter avlade sin bekännelse 8 november 1641. Hon bekände sig skyldig till anklagelserna att ha ingått i ett häxkompani och trollat. Hon bekräftade att hon hade trollat tillsammans med Maren; att de hade dödat Mads Skomagers son, Jacob Kandgyders dotter och tillsammans med Jelle Skræders stulit en kalv från Mads Lassen, och att Maren hade en smådjävul som hjälpt henne att bli rik. Anne Thomasdatter angav under tortyr i december fem kvinnor och uppgav att Niels Portner hade tjänstgjort som häxornas trumslagare. 
Efter Maren Spliids avrättning kom domarna över de övriga åtalade. Av de fjorton kvinnor som hade gripits som Maren Spliids medbrottslingar, frigavs alla utom Anne Thomasdatter, som blev den enda som avrättades. Hon dömdes på sin egen frivilliga bekännelse. Hon avrättades genom bränning i Ribe 14 december 1641. 